# جزيرة بانغارام المرجانية
بانغارام هي جزيرة مرجانية تقع في إقليم اتحاد لكشديب، الهند.

## التركيبة السكانية
جزيرة بانغارام، هي الجزيرة الرئيسية في الجزر المرجانية، وعدد سكانها صغير جدًا حيث يبلغ 10 نسمة. وتضم منتجع يقع على على الساحل الشرقي لهذه الجزيرة. ثيناكارا تضم معسكر بناء (~30) للمنتجع الجديد الذي يجري بناؤه على ساحلها الغربي.